# Вазар-Бакур I
Вазар-Бакур I (*ვარაზ-ბაკურ I, д/н —365) — цар Іберії у 363—365 роках. Відомий також як Аспураг (Аспакур) II.

## Життєпис
Походив з династії Хосровідів. Другий син Міріана III, царя Іберії, та Нани. Про молоді роки нічого невідомо. Напевне був противником християнства, спирався при цьому на іберійську знать, що продовжувала сповідувати поганські звичаї. У 363 році за допомогою сасанідського шахіншаха Шапура II повалив свого небожа Саурмага II (до того ж союзника Римської імперії) й сам став царем Іберії. Отримав від перського володаря право носити діадему
Переслідував християн, підтримуючи поклоніння зороастризму, яке пошируювали перські маги (жерці). Водночас допомагав персам у походах проти Великої Вірменії. Помер у 365 році. Трон успадкував його син Мітрідат III.